# Estegodòntids
Els estegodòntids (Stegodontidae) són una família extinta de mamífers proboscidis que tingueren una amplíssima distribució al Vell Món des del Miocè inferior fins a l'Holocè, fa entre 20,4 milions d'anys i 4.100 anys. Se n'han trobat restes fòssils a Etiòpia, les Filipines, Grècia, l'Índia, Indonèsia, Israel, el Japó, Kenya, Myanmar, el Nepal, el Pakistan, la República Democràtica del Congo, Síria, Sud-àfrica, Tailàndia, Taiwan, el Txad, Uganda i la República Popular de la Xina.